# Hypnodendron vitiense
Hypnodendron vitiense är en bladmossart som beskrevs av Mitten in Seemann 1873. Hypnodendron vitiense ingår i släktet Hypnodendron och familjen Hypnodendraceae. Inga underarter finns listade i Catalogue of Life.